# Bhútán na Letních olympijských hrách 2008
Bhútán se účastnil Letní olympiády 2008 v jediném sportu. Zastoupen byl dvěma sportovci.

## Lukostřelba
Tashi Peljor, Dem Dorji

### Výsledky
- Rozstřel pro vyřazovací část, T. Peljor – 632 bodů, 54. místo
- Rozstřel pro vyřazovací část, D. Dorji – 567 bodů, 61. místo
- 1. kolo – T. Peljor vs. Wang Cheng Pang (TPE)
- 1. kolo – D. Dorji vs. Khatuna Narimanidze (GEO)